# Generaties mobiele telefonie
Mobiele telefonie kan worden opgedeeld in generaties.
Een nieuwe generatie van standaarden brengt steeds een fundamentele verandering in de aard van de telecommunicatiediensten met zich mee.

## 1946:0G(generatie nul)
De eerste commerciële draadloze telefoon. Deze maakte gebruik van analoge radiosignalen en had ongeveer de grootte van een zakenkoffertje. De technologie bestond daarvoor al in privénetwerken (gesloten netwerken), bijvoorbeeld in politiewagens. De apparaten werden vaak ingebouwd in vrachtwagens en koffertjes, en dienden vooral voor mensen die verplaatsingen maakten voor hun werk maar steeds in contact met het bedrijf of klanten moesten blijven.
Ten behoeve van zelfstandigen en organisaties die zich geen landelijk privénetwerk konden veroorloven exploiteerde het staatsbedrijf der PTT een openbaar mobiel netwerk, dit netwerk was genaamd Openbaar Landelijk Net (OLN) en had een beperkte capaciteit waardoor het erg kostbaar was om hier een aansluiting op te krijgen. 

## 1980:1G(1e generatie - NMT)
De eerste draadloze telefoon voor thuisgebruik. Ze hadden ongeveer de grootte van een walkietalkie en maakten ook van analoge radiosignalen gebruik. Ze boden alleen een beldienst aan (voice-only, speech-only), omwille van de zeer lage bandbreedte die een groter dataverkeer nog niet mogelijk maakte. Bovendien waren de verschillende systemen slecht compatibel met elkaar, hetgeen zorgde voor een versplinterde telecommunicatiemarkt waarin roaming zoals we dat vandaag kennen nog niet mogelijk was.

## 1991:2G(2e generatie - GSM/GPRS/EDGE)
De eerste gsm's zoals we ze nu kennen. Ze waren niet groter dan een hand en maakten voor het eerst gebruik van digitale signalen. Hierdoor was het nu mogelijk om tekstberichten (sms) te versturen (1993). Ook zorgden ze voor een veiliger verbinding door middel van digitale dataencryptie en hadden een grotere reikwijdte. Dankzij de hogere bandbreedte, en later ook multimediaberichten (MMS) zoals afbeeldingen (1998), en om mobiel internet te raadplegen met WAP-technologie (1998). De transmissiesnelheid bedroeg toen 9,6 kbit/s (1,2 kbyte/s). De 2G-standaard sloeg in als een bom en gsm's zijn tegenwoordig niet meer weg te denken. De mobiele internetdienst werd echter zeer koel onthaald door consumenten, een trend die zich tot het eind van de volgende generatie zou voortzetten.
Het imago van de gsm kreeg opnieuw een boost met een verbeterde technologie die transmissiesnelheden tussen de 56 kbit/s (7 kbyte/s) en 114 kbit/s (14,25 kbyte/s) kon bieden. Deze verhoging werd mogelijk door gedeeltelijk gebruik te maken van pakketschakeling, die gebruikers toelaat datapakketjes te versturen en te ontvangen. Men betaalt op die manier geen belminuten meer maar belbytes. Gsm's werden ook eleganter en dunner. Beeldschermen van de (destijds) duurdere gsm-modellen waren niet meer zwart-wit maar in kleur om in te spelen op de opmars van multimediatoepassingen. Later, vanaf 2003, deed ook EDGE, en EDGE evolution hun intrede, een standaard die specialisten 2.75G noemen, maar die eigenlijk voldoet aan de specificaties voor 3G. Het verschil is dat deze technologie geen (dure) nieuwe infrastructuur vereist.

## 2003:3G[3](3e generatie - UMTS/HSDPA/HSUPA/HSDPA+)
De Internationale Mobiele Telecommunicatie-2000 standaard (IMT-2000), ook wel 3G genoemd, is een familie van verschillende standaarden. Elk jaar verbeterde de technologie en daarmee ook de snelheid. Zo had het oorspronkelijke 3G een transmissiesnelheid van 384 kbit/s (48 kbyte/s) in zowel de Up- als Downlink. Later kwam HSDPA dat de downlinksnelheid verhoogde tot maximaal 14,4 Mbit/s (1,8 Mbyte/s) en vervolgens HSDPA+ dat de snelheid verhoogde tot 28,8 Mbit/s. HSDPA kent een uplinkbroertje HSUPA dat de uplinksnelheid verhoogde tot 2 Mbit/s.

## 2010:4G[4](4e generatie - LTE/LTE-Advanced)
4G is gebaseerd op geavanceerde LTE-technologie (Long Term Evolution) en biedt een veilige IP-gebaseerde oplossing voor nieuwe telecommunicatiediensten zoals IP-telefonie, ultrabreedband mobiel internet, onlinegamingdiensten en performante multimedia-streaming. Met theoretische snelheden tot 100Mbit/s zou men van deze toepassingen probleemloos kunnen gebruiken in de auto of in de trein. 4G is backwards compatibel, oftewel achterwaarts verenigbaar, met 2G- en 3G-technologieën. In 2010 was men volop bezig netwerken te bouwen en te testen, maar door de wereldwijde crisis van 2009 en het onverwachte lage rendement van 3G eerder keken de meeste spelers in de telecommunicatiesector liever de kat uit de boom dan onmiddellijk veel te investeren in 4G. In 2010 werden er 4G-licenties geveild in België en in 2011 in Nederland. Deze zouden een stuk goedkoper zijn dan de voormalige 3G-licenties. Om 4G mogelijk te maken voor een periode van op zijn minst tien jaar is er voorzien in een upgrade die LTE-Advanced heet. Met deze technologie is het mogelijk om download-snelheden van 1 Gbit/s te realiseren. Verdere ontwikkelingen zijn er niet voorzien voor 4G. 

## 2020:5G[5](5e generatie - NR)
Na LTE-Advanced begon men met de ontwikkeling van de 5G-technologie NR (New Radio).
Deze technologie is in tegenstelling tot voorgaande technologieën meer gericht op het ontwikkelen van nieuwe use cases die andere toepassingen naar de mobiele wereld moeten brengen die op de huidige netwerken niet mogelijk zijn. Daarnaast laat 5G de backwards compatibility naar 2G en 3G los en richt men zich volledig op 4G- en 5G-ondersteuning. 
5G zal bestaan uit vier hoofdcomponenten. 
- LTE RAN (Long Term Evolution Radio Access Network) voor de ondersteuning van legacy devices.
- NR RAN (New Radio Radio Access Network).
- SA Core (Stand Alone Core) om de IP-gebaseerde dienstverlening uit te leveren.
- IMS Core (IP Multimedia Subsystem) om mediadiensten uit te leveren zoals telefonie, videobellen.

De use cases waar men het over heeft die via 5G mogelijk gemaakt gaan worden zijn de volgende:
- Fixed Wireless
- Enhanced Mobile Broadband
- Massive Machine-Type Communications
- Ultra-Reliable Low-Latency Communications

De radiotechnologie NR RAN zal vooral worden geïmplementeerd in nieuw te veilen spectra waarbij initieel voor de eMB use case niet veel meer te verwachten zal zijn in capaciteit dan bij de bestaande LTE RAN. Pas als over een paar jaar hogere frequenties geveild gaan worden kan verwacht worden dat eMB pas volledig tot zijn recht zal komen. 
NR RAN zal nieuwe frequenties gaan gebruiken in de 700MHz-, 1400MHz-, 3,5GHz- en 26GHz-banden. Daarnaast zijn de operators in Europa vrij om NR RAN ook in te zetten in het al bestaande verworven spectrum wat nu in gebruik is voor GSM, UMTS en LTE als daar behoefte aan is. Dit gaat echter wel ten koste van de capaciteit van deze legacy-technologie. In Nederland hebben alle drie de providers al data bekendgemaakt waarop hun 2G- en/of 3G-netwerk uitgezet gaat worden, waarna het vrijgekomen frequentiespectrum ingezet kan worden voor 4G of 5G.

## ~2030:6G(6e generatie -???)
De 1e standaardisatie stappen voor de 6e generatie zijn gezet, zodat deze techniek rond 2030 zal kunnen worden uitgerold. Veel valt daar op dit moment nog niet over te zeggen, de komende jaren zal er steeds meer bekend worden over de techniek, het design, en andere keuzes die gemaakt zullen worden. Dit soort processen vergt enorm veel tijd, omdat er veel belangen zijn. Enerzijds tussen werelddelen (Europa, Azië, Amerika) en het frequentiespectrum, en anderzijds de leveranciers van apparatuur en de netwerkproviders.